# Takumi Minamino
Takumi Minamino (japansk: 南野 拓実; født 16. januar 1995) er en japansk professionel fodboldspiller, der spiller som en offensiv midtbanespiller og kantspiller for Ligue 1 klubben Monaco og det japanske landshold.
Minamino startede sin klubkarriere hos J.League Division 1-klubben Cerezo Osaka i 2012, og i sin første sæson blev han kåret til J.League Rookie of the Year. I 2014 skiftede han til den østrigske klub Red Bull Salzburg, hvor han tilbragte fire succesfulde sæsoner. Efter imponerende præstationer for klubben skiftede han til Liverpool den 1. januar 2020, hvor han vandt Premier League i sin første sæson.
Han debuterede på det japanske landshold i 2015 og spillede en nøglerolle på holdet, der nåede finalen i AFC Asian Cup i 2019. Han spillede også ved FIFA Verdensmesterskabet i 2022.

## Japans fodboldlandshold
| Japans landshold | Japans landshold | Japans landshold |
| År               | Kmp              | Mål              |
| ---------------- | ---------------- | ---------------- |
| 2015             | 2                | 0                |
| 2018             | 5                | 4                |
| 2019             | 15               | 7                |
| 2020             | 4                | 1                |
| 2021             | 9                | 4                |
| 2022             | 12               | 1                |
| Total            | 47               | 17               |